# Hertford (Carolina del Nord)
Hertford és una població dels Estats Units i seu del comtat de Perquimans a l'estat de Carolina del Nord. Segons el cens del 2008 tenia 2.185 habitants.

## Demografia
Segons el cens del 2000, Hertford tenia 2.070 habitants, 877 habitatges i 556 famílies. La densitat de població era de 297,1 habitants per km².
Dels 877 habitatges en un 29,8% hi vivien nens de menys de 18 anys, en un 35,6% hi vivien parelles casades, en un 24,6% dones solteres, i en un 36,5% no eren unitats familiars. En el 33,5% dels habitatges hi vivien persones soles el 17,7% de les quals corresponia a persones de 65 anys o més que vivien soles. El nombre mitjà de persones vivint en cada habitatge era de 2,29 i el nombre mitjà de persones que vivien en cada família era de 2,92.
Per edats la població es repartia de la següent manera: un 27,1% tenia menys de 18 anys, un 7,5% entre 18 i 24, un 22,7% entre 25 i 44, un 20,7% de 45 a 60 i un 22% 65 anys o més.
L'edat mediana era de 40 anys. Per cada 100 dones de 18 o més anys hi havia 69,7 homes.
La renda mediana per habitatge era de 19.681 $ i la renda mediana per família de 24.524 $. Els homes tenien una renda mediana de 24.803 $ mentre que les dones 17.938 $. La renda per capita de la població era de 13.502 $. Entorn del 33,6% de les famílies i el 39,2% de la població estaven per davall del llindar de pobresa.

## Poblacions més properes
El següent diagrama mostra les poblacions més properes.